# Phyllophaga atrata
Phyllophaga atrata är en skalbaggsart som beskrevs av Moser 1918. Phyllophaga atrata ingår i släktet Phyllophaga och familjen Melolonthidae. Inga underarter finns listade i Catalogue of Life.